# Parafia św. Mateusza w Rudzie-Hucie
Parafia św. Mateusza w Rudzie-Hucie – parafia Kościoła Polskokatolickiego w RP, położona w dekanacie lubelsko-chełmskim diecezji warszawskiej.
Parafia została utworzona w 1930, głównie z sympatyków i działaczy radykalnego ruchu ludowego. Przyczyną konfliktu z proboszczem rzymskokatolickim była niechęć chłopów do partycypowania w kosztach budowy świątyni w okresie wielkiego kryzysu. Nie przeszkodziło im to jednak kilka lat później wybudować drewnianą świątynię dla potrzeb parafii PNKK (od 1951: Kościół Polskokatolicki). W czasie okupacji budynek ten został rozebrany. W 1947 zakupiono z funduszu misyjnego budynek  poewangelicki, który przystosowano do potrzeb kultu polskokatolickiego. W tym samym budynku znajduje się mieszkanie dla księdza, obecnie jest ono opuszczone i zamknięte, gdyż proboszcz mieszka w Chełmie. W 1952 placówka liczyła 364 wiernych, a w 1965 już tylko 55 wiernych.
Msze św. i nabożeństwa celebrowane są zgodnie z ogłoszeniami proboszcza parafii (tj. przynajmniej raz na miesiąc), chociaż zgodnie z informacją umieszczoną na kościele powinny odbywać się każdej niedzieli o 9:30; przyczyną takiej nieregularności jest niewielka liczba wyznawców. Duża część wiernych korzysta z posługi duszpasterskiej w oddalonej o kilka kilometrów parafii polskokatolickiej w Chełmie.